# Carentan
Carentan è un comune francese soppresso del dipartimento della Manica nella regione della Normandia. Faceva parte della circoscrizione (arrondissement) di Saint-Lô ed era capoluogo del cantone omonimo. Il 1º gennaio 2016 è confluito nel nuovo comune di Carentan-les-Marais di cui è capoluogo.

## Storia
Carentan fu un centro attivo in tutta l'epoca di occupazione normanna.
Durante la seconda guerra mondiale, e a seguito degli sbarchi americani a Utah Beach ed a Omaha Beach, la cittadina normanna fu il principale obiettivo degli alleati. Carentan infatti si trovava proprio tra le due teste di ponte, e la sua occupazione ne avrebbe garantito il ricongiungimento. Il 12 giugno i paracadutisti della 101ª Divisione aviotrasportata, dopo accaniti combattimenti contro il 6º Reggimento Fallschirmjäger, conquistarono la città, permettendo così l'avanzamento nell'interno delle forze statunitensi. A nulla valse il contrattacco dei paracadutisti tedeschi supportati dalla 17ª Divisione Panzergranadier SS, che verranno definitivamente cacciati da Carentan nella cosiddetta "battaglia della Gola di Sangue" (Battle of Bloody Gulch) il 13 giugno.

### Simboli
Lo stemma di Carentan era in uso dal 1817.
Questo stemma è stato adottato dal 2016 dal nuovo comune di Carentan-les-Marais.

## Società

### Evoluzione demografica
Abitanti censiti

## Infrastrutture e trasporti
La principale via d'accesso alla cittadina è la Route nationale 13 che unisce Parigi a Cherbourg.
Carentan è servita da una propria stazione ferroviaria posta lungo la linea Mantes-la-Jolie - Cherbourg.

## Amministrazione

### Gemellaggi
- Waldfischbach-Burgalben
- Filderstadt
- Selby

## Galleria d'immagini

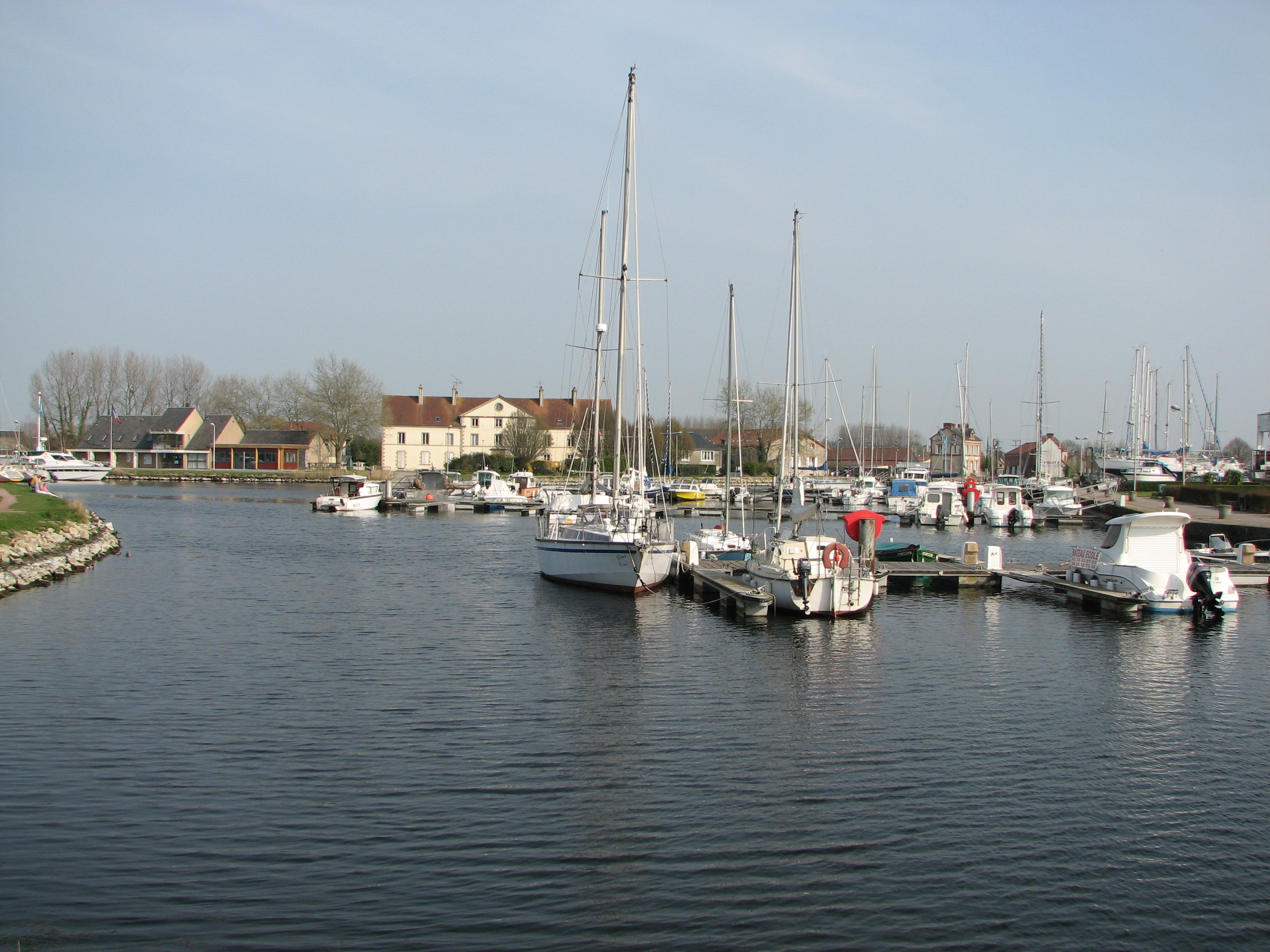
Il porto turistico.
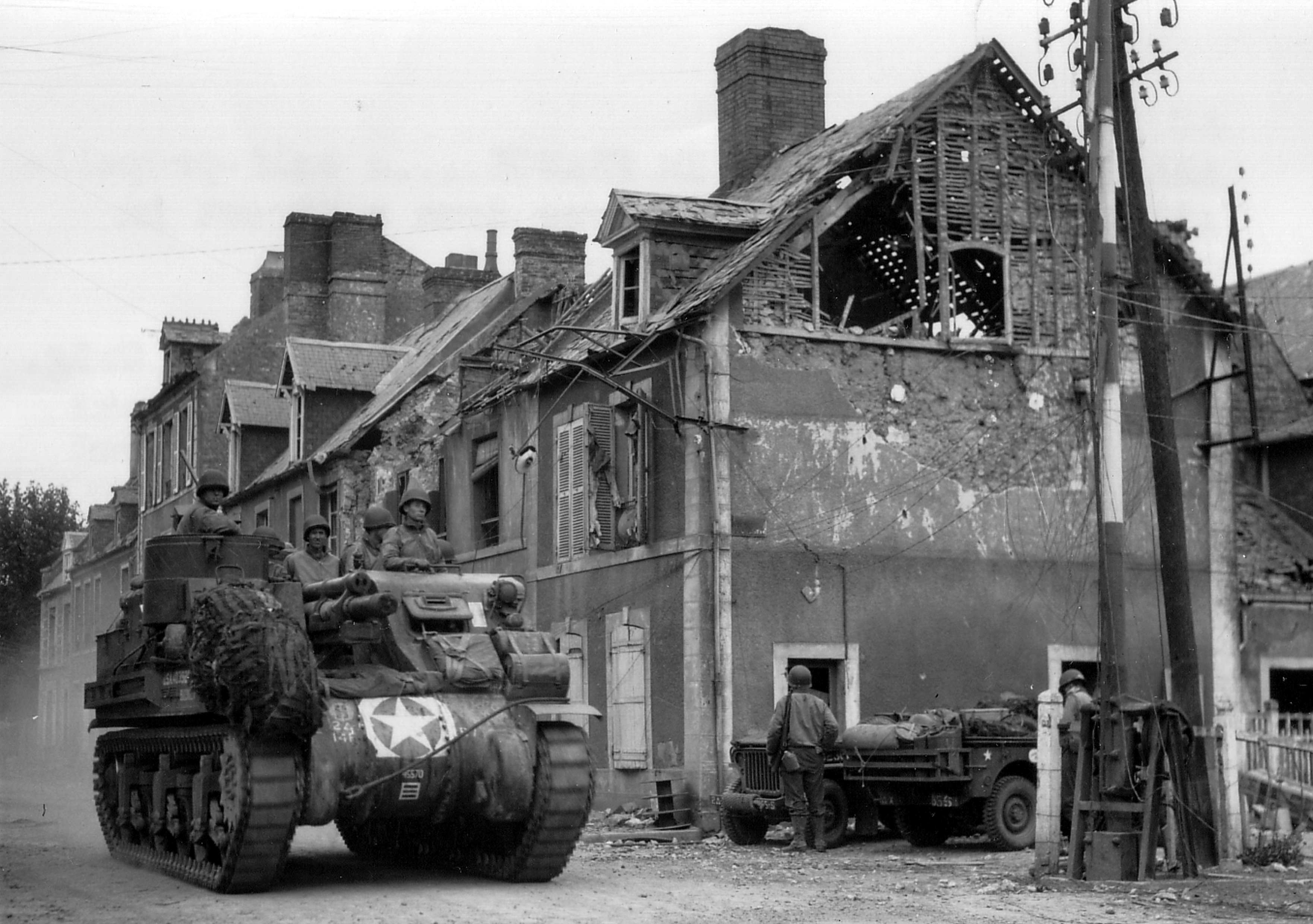
Un semovente M7 Priest americano dopo la liberazione della città.